# Gliederung Spitzbergens

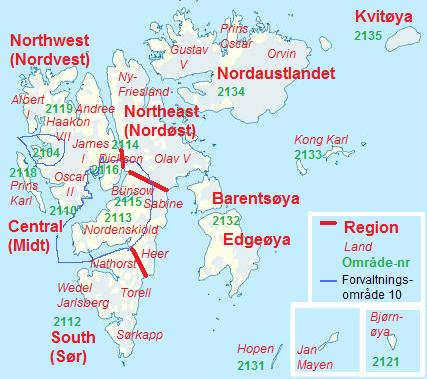
Regionen und Länder Spitzbergens

Die Hauptinsel Spitzbergen der Inselgruppe Svalbard wird geographisch in mehrere sogenannte Länder aufgeteilt. Das sind zusammenhängende Gebiete, die (mehr oder weniger) streng definierte Grenzen haben und meistens nach bekannten Persönlichkeiten benannt sind. Darüber hinaus sind größere Regionen bekannt. Politische oder wirtschaftliche Bedeutung hat die Gliederung Spitzbergens nicht.

## Liste der Länder
| Ländername           | Namensherkunft                                                                                        | Ungefähre Lage, Bemerkungen                                |
| -------------------- | --- | ---------------------------------------------------------- |
| Sørkapp-Land         | bedeutet „Südkap“                                                                                     | Südspitze der Hauptinsel                                   |
| Wedel-Jarlsberg-Land | Fredrik Hartvig Herman Wedel Jarlsberg; Diplomat, der für Norwegen den Spitzbergenvertrag aushandelte | Südwesten                                                  |
| Torell-Land          | Otto Martin Torell                                                                                    | Südosten                                                   |
| Nathorst-Land        | Alfred Gabriel Nathorst                                                                               | Zentral                                                    |
| Heer-Land            | Oswald Heer                                                                                           | Zentral                                                    |
| Nordenskiöld-Land    | Adolf Erik Nordenskiöld                                                                               | Zentral; hier liegen die Orte Barentsburg und Longyearbyen |
| Sabine-Land          | Sir Edward Sabine                                                                                     | östlich von Nordenskiöld Land                              |
| Bünsow-Land          | Friedrich Christian Ernestus Bünsow                                                                   | Nordosten                                                  |
| Olav-V-Land          | Olav V., König von Norwegen                                                                           | Nordosten                                                  |
| Ny-Friesland         | Friesland, Holland                                                                                    | Nordosten                                                  |
| Dickson-Land         | Oscar Dickson; Schwedischer Geschäftsmann und Unterstützer schwedischer Arktisexpeditionen            | Nordwesten                                                 |
| James-I-Land         | James I. von England                                                                                  | Nordwesten                                                 |
| Oscar-II-Land        | Oscar II. von Norwegen und Schweden                                                                   | Nordwesten; mit der Siedlung Ny-Ålesund                    |
| Andrée-Land          | Salomon August Andrée; Schwedischer Polarforscher                                                     | Nordwesten                                                 |
| Haakon-VII-Land      | Haakon VII., König von Norwegen                                                                       | Nordwesten                                                 |
| Albert-I-Land        | Albert I. von Monaco                                                                                  | äußerster Nordwesten                                       |
| Gustav-V-Land        | Gustav V., König von Schweden                                                                         | Nordaustlandet                                             |
| Prins-Oscars-Land    | Prinz Oscar, später König von Schweden und Norwegen                                                   | Nordaustlandet                                             |
| Orvin-Land           | Anders Kristian Orvin, Geologe, Leiter des Norwegischen Polarinstituts                                | Nordaustlandet                                             |
| Gustav-Adolf-Land    | Gustav VI., König von Schweden                                                                        | Nordaustlandet                                             |
| König-Karl-Land      | Karl I., König Württembergs                                                                           | Inselgruppe im Osten Spitzbergens                          |

## Liste von Inseln
Auch diese größeren Inseln bzw. Inselgruppen gehören zur Gliederung Spitzbergens.
| Name                | Namensherkunft                    | Ungefähre Lage, Bemerkungen                                                    |
| ------------------- | --------------------------------- | ------------------------------------------------------------------------------ |
| Nordaustlandet      | „Nordost-Land“                    | Zweitgrößte Insel Spitzbergens                                                 |
| Barentsøya          | Willem Barents                    | Osten                                                                          |
| Edgeøya             | Thomas Edge; Englischer Walfänger | Drittgrößte Insel Spitzbergens                                                 |
| Prins Karls Forland | Charles I. von England            | Insel vor der Westküste                                                        |
| Hopen               | nach einem Schiff namens Hopewell | Insel im Südosten                                                              |
| Kvitøya             | „weiße Insel“                     | Insel ganz im Nordosten                                                        |
| Bjørnøya            | „Bäreninsel“                      | Ungefähr auf halber Distanz zwischen Spitzbergen und dem norwegischen Festland |
| Danskøya            | nach den dänischen Walfängern     | Insel im Nordwesten                                                            |
| Amsterdamøya        | Amsterdam                         | Insel im Nordwesten                                                            |
| Wilhelmøya          | Wilhelm I., deutscher Kaiser      | Insel in der Hinlopenstraße zwischen Spitzbergen und Nordaustlandet            |
| Lågøya              | „flache Insel“                    | Insel nordwestlich von Nordaustlandet                                          |
| Halvmåneøya         | „Halbmondinsel“                   | Insel an der Südspitze Edgeøyas                                                |
| Storøya             | „große Insel“                     | östlich von Nordaustlandet                                                     |